# Leopold Eberhard (Württemberg-Mömpelgard)

Wappen der Herzoge von Württemberg-Mömpelgard ab 1504

Leopold Eberhard von Württemberg-Mömpelgard (* 21. Mai 1670 in Mömpelgard (Montbéliard); † 25. Februar 1723 ebenda) entstammte der Nebenlinie des Hauses Württemberg, die in Mömpelgard residierte. Er regierte von 1699 bis 1723 als gefürsteter Graf von Mömpelgard und folgte 1680 auf seine Mutter als 8. Graf von Coligny. Die erste Hälfte seines Lebens war er aus der Heimat vertrieben, stand in militärischen Diensten des Hauses Österreich, lebte längere Zeit in Schlesien und konnte erst 1697 nach Mömpelgard heimkehren, wo er 1699 – als letzter seiner Stammlinie – die Herrschaft übernahm. Zweifelhafte Berühmtheit erlangte er vor allem durch seine willkürliche und absolutistische Herrschaft sowie durch sein extravagantes Familienleben, weshalb er als „Schwarzes Schaf“ des Hauses Württemberg gilt.

## Herkunft

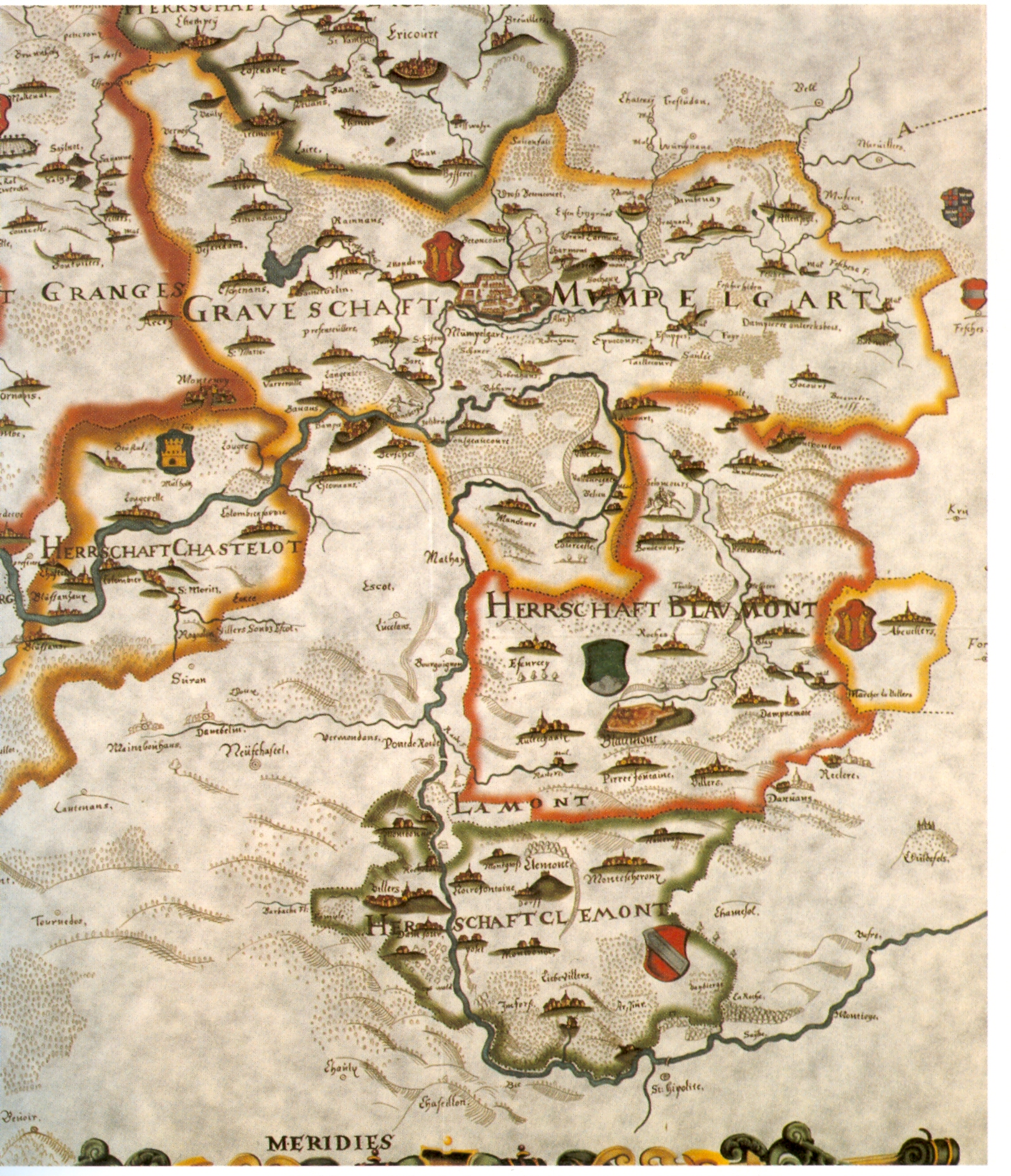
Landtafel von Mömpelgard, 1616 von Heinrich Schickhardt

Herzog Leopold Eberhard stammte aus dem Haus der Reichsgrafen und (seit 1495) Herzöge von Württemberg und zwar aus der Nebenlinie, die seit 1617 in der Grafschaft Mömpelgard regierte.
Sein Vater war Georg II. Herzog von Württemberg-Mömpelgard (* 5. Oktober 1626 in Mömpelgard, † 1. Juni 1699 ebenda) der 1662 auf seinen älteren Bruder Leopold Friedrich als Herzog von Württemberg – Mömpelgard gefolgt war. Er wurde jedoch 1676 von den Truppen des Königs Ludwig XIV. von Frankreich (1643–1715) aus seiner Grafschaft vertrieben und konnte nach seiner Rückkehr im Jahre 1697 nur noch kurz regieren, da er zwei Jahre später verstarb.
Seine Mutter war Anne de Coligny, comtesse (Gräfin) de Coligny (* 4. September 1624 in Châtillon-sur-Loing, † 13. Januar 1680 in Riquewihr), die seit 1657 gemeinsam mit ihrer Schwester Henriette de Coligny und ab 1673 alleinige Besitzerin der 1559 vom Herzog von Savoyen geschaffenen Grafschaft Coligny-le Neuf war (heute im Département de l’Ain et du Jura in der Region Bresse in Frankreich). Dies allerdings erfolgte durch ein Dekret des Königs von Frankreich, der die Grafschaft Coligny neu errichtete, nachdem das Herzogtum Coligny mit dem Tod von Annes Neffen Henry-Gaspard de Coligny, dem 3. Herzog von Coligny (* 1649, † 1657) erloschen war.

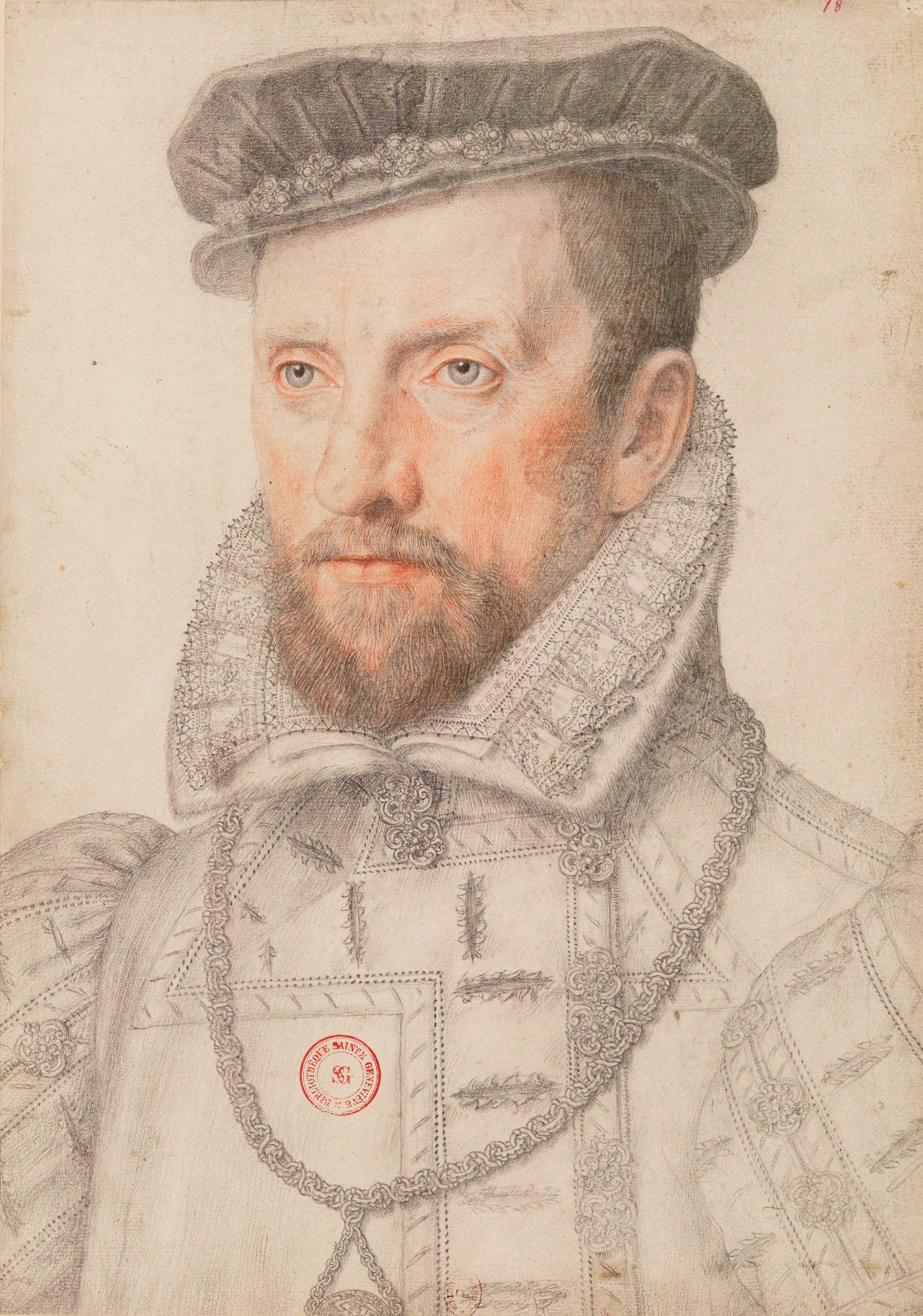
Gaspard de Coligny

Anne de Coligny stammte aus einem der ältesten Fürstenhäuser Europas, da diese Grafschaft auf die große ursprünglich zum Königreich Burgund gehörige, später dem Haus Savoyen unterstehende souveräne mittelalterliche Herrschaft des Hauses Coligny, das sogenannte „Fürstentum Coligny“ zurückgeht, das den Revermont und Teile der Bresse umfasste und zum Heiligen Römischen Reich gehörte. Der Titel Fürst von Coligny wurde schon um 1190/1200 vom Chef des Hauses Coligny geführt. Das Fürstentum wurde im Erbweg später in zwei Teile geteilt: In die Herrschaft Coligny-le-Vieux die 1617 durch Erzherzog Albrecht VII. von Österreich (* 1559, † 1621) Regent der Spanischen Niederlande für Charles de Coligny (* 1654 † 1632)(Sohn von Gaspard II. de Coligny) in das Marquisat (etwa: Markgrafschaft) Coligny erhoben wurde. Der andere Teil, Coligny-le-Neuf, wurde 1559 vom Herzog von Savoyen für Gaspard II. de Coligny (* 1519, † 1572) Admiral von Frankreich in die Grafschaft Coligny erhoben. Das Gebiet fiel mit der ganzen Bresse 1601 durch den Vertrag von Lyon an Frankreich und wurde 1648 vom König von Frankreich für den Vater von Anne de Coligny, Gaspard III. de Coligny, in das Herzogtum Coligny erhoben.
Anne de Coligny war eine Urenkelin des großen Feldherren Gaspard II. de Coligny (1519, † 1572), 1. Comte de Coligny, Admiral von Frankreich – dem prominentesten Opfer der Bartholomäusnacht (24. August 1572) – und war über dessen Mutter eine Großnichte des großen Connétable von Frankreich, Anne de Montmorency (* 1493, † 1567).

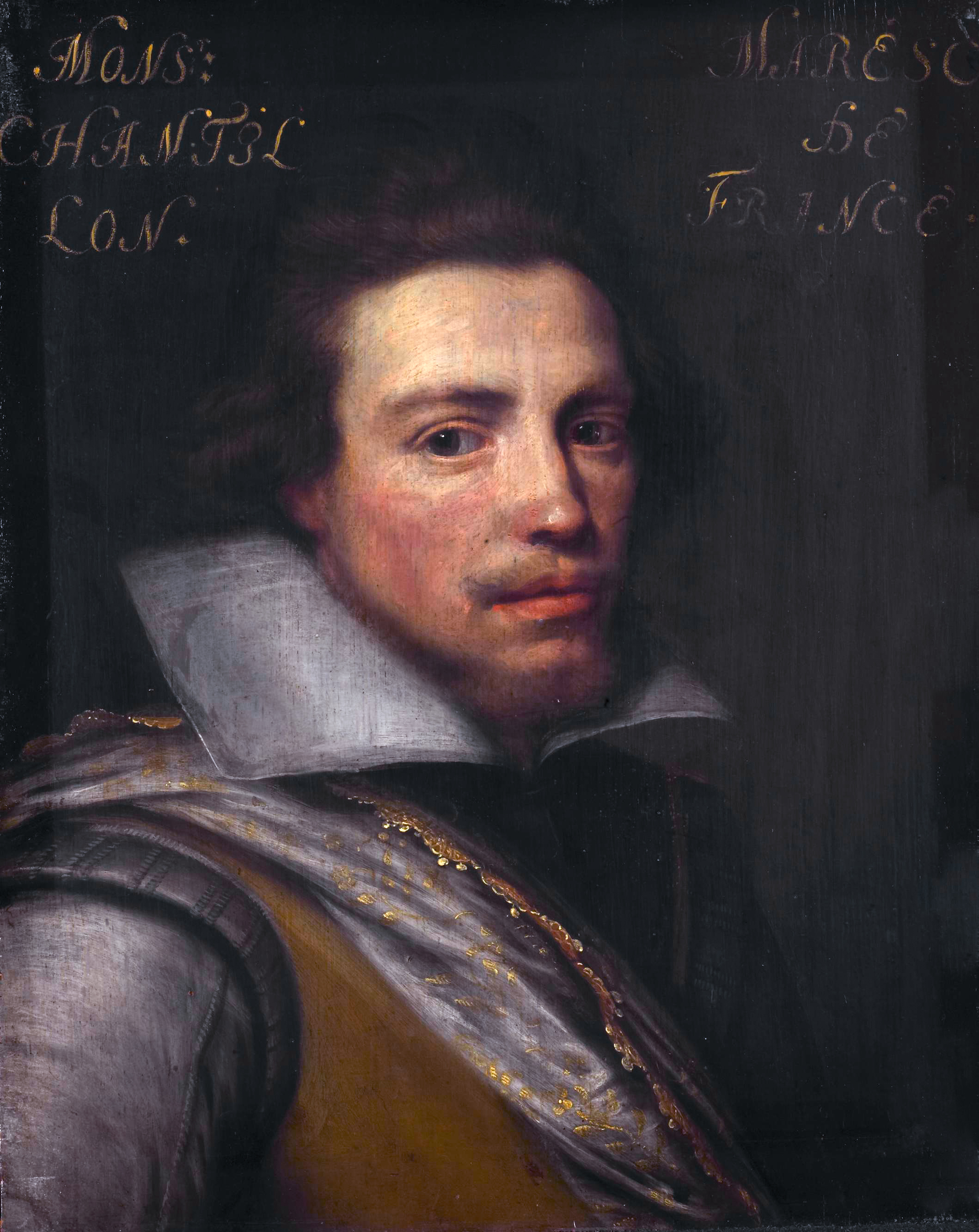
Gaspard III. de Coligny, 1. Herzog von Coligny, Vater von Anne de Coligny; Porträt aus der Werkstatt Jan Anthoniszoon van Ravesteyns

Ihr Vater war Gaspard III. de Coligny (* 26. Juli 1584 in Montpellier, † 4. Januar 1646 in Châtillon-sur-Loing), 4. comte de Coligny, 1622 Marschall von Frankreich, ab 1643 1. Herzog von Coligny und Pair von Frankreich. Ihre Mutter war Anne de Polignac (* 1598, † 1651).
Ihr Bruder war Gaspard IV. de Coligny (* 9. Juni 1620 in Schloss Châtillon, † 19. Dezember 1649 Château de Vincennes), 5. Comte de Coligny, 1648 2. Herzog von Coligny und 1646 1. Herzog von Châtillon, Pair von Frankreich und Marschall von Frankreich.
Von den Schwestern des Herzogs Leopold Eberhard sind erwähnenswert:
- Eleonore Charlotte (* 30. November 1656, † 13. April 1743) ⚭ 1673 Sylvius Friedrich Herzog von Württemberg in Öls (in Schlesien) (* 21. Februar 1651 in Öls, † 3. Juni 1697 in Öls (keine Kinder)),
- Elisabeth (* 17. März 1665, † 5. Juli 1726) ⚭ 19. September 1689 in Öls mit Friedrich Ferdinand Herzog von Württemberg in Weitlingen (* 6. Oktober 1654, † 8. August 1705), (Kinder, aber keine dauernde Nachkommenschaft)

## Leben

### Jugend im Exil

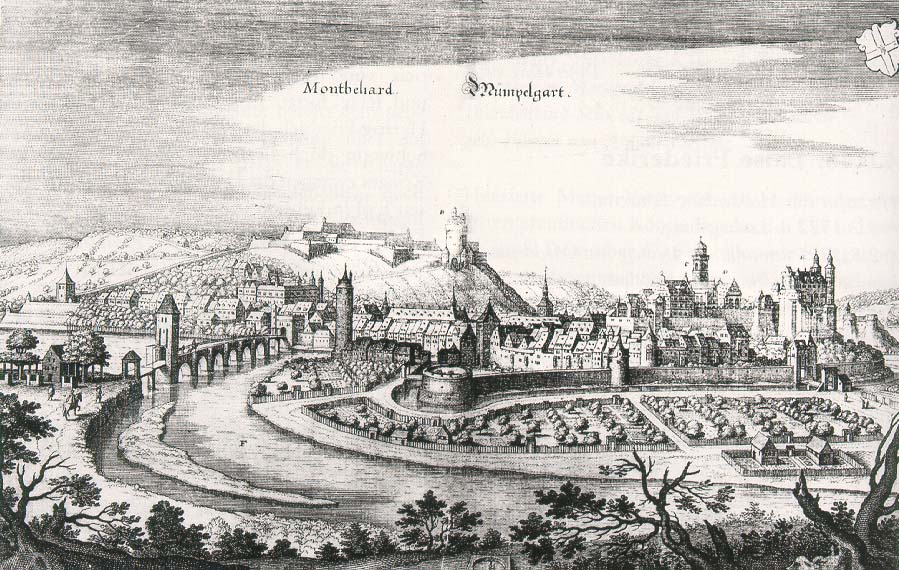
Mömpelgard um 1600

Herzog Leopold Eberhard wurde als 8. Kind und jüngster Sohn des regierenden Herzogs Georg II. von Württemberg-Mömpelgard am * 21. Mai 1670 im Stadtschloss von Mömpelgard, der Hauptstadt der gleichnamigen gefürsteten Grafschaft geboren.
Seine Jugend war dadurch traumatisiert, dass seine Familie aus der angestammten Herrschaft vertrieben wurde, als er gerade sechs Jahre alt war, zweiundzwanzig Jahre im Exil leben musste und erst mit 28 Jahren in seine Heimat zurückkehren konnte. Dies, da Württemberg Ende des 17. Jahrhunderts in die kriegerischen Auseinandersetzungen des Deutschen Reiches mit Frankreich, den Pfälzer Erbfolgekrieg, den fünften Österreichischen Türkenkrieg und den Spanischen Erbfolgekrieg hineingezogen wurde, wobei es gerade Im Westen des Landes zu größeren Verwüstungen kam. Besonders schwer war die Grafschaft Württemberg betroffen, da Königs Ludwig XIV. von Frankreich erfolgreich bemüht war, im Rahmen seiner Eroberungspolitik württembergische linksrheinische Besitzungen unter seine Kontrolle zu bringen, wodurch die Grafschaft Mömpelgard von 1676 bis 1679 und 1680 bis 1697 von französischen Truppen besetzt war.
Der junge Prinz musste daher 1676 mit seinem Vater Herzog Georg II. aus der Heimat fliehen. Nach dem Tod seiner Mutter folgte er im Jahre 1680 auf diese als 8. Graf von Coligny. Einige Jahre später wurde der Familie 1684 die Möglichkeit zur Rückkehr angeboten. Da dies jedoch an die Bedingung geknüpft war, die französische Oberlehensherrschaft anzuerkennen und damit aus dem Verband des Heiligen Römischen Reiches auszuscheiden, lehnte dies sein Vater ab.
Die Grafschaft wurde daher bis 1698 vom Onkel Leopold Eberhards, Herzog Friedrich Karl von Württemberg-Winnental als Regent verwaltet. Dieser, der zugleich Regent für seinen minderjährigen Neffen Herzog Eberhard Ludwig von Württemberg war, musste jedoch selbst durch den Ausbruch des Pfälzischen Erbfolgekrieges (1688–1697) mit seinem Mündel 1688 nach Nürnberg flüchten und wurde 1692 von französischen Truppen vorübergehend gefangen genommen.
Erst nach der Beendigung des Pfälzischen Erbfolgekrieges durch den Frieden von Rijswijk (1697) konnte Herzog Georg II. – und damit auch sein Erbe Herzog Leopold Eberhard – mit seiner Familie nach Mömpelgard zurückkehren.

### Militärdienst
Als landloser Prinz mit geringer Aussicht, jemals die Herrschaft in Mömpelgard antreten zu können trat Leopold Eberhard in den österreichischen Militärdienst ein, wurde, nachdem er sich bewährt hatte, von Kaiser Leopold I. zum Oberst ernannt, nahm in Ungarn an verschiedenen Gefechten gegen die Osmanen teil und zeichnete sich als Kommandant der Festung Tokaj aus, indem es ihm gelang, die osmanischen Truppen aus der ganzen Gegend zu vertreiben.
Er lebte dann einige Jahre im Exil bei seinen Vettern aus dem Haus Württemberg, die im Herzogtum Oels regierten, das 1649 durch Heirat an das Haus Württemberg gelangt war. Residenzstadt war die gleichnamige Stadt Oels (heute Oleśnica in der Woiwodschaft Niederschlesien in Polen). Leopold Eberhard lebte daher mehrere Jahre in Schlesien. Dort lernte er Anne Sabine Hedwiger kennen, die dort im Dienst seiner Vettern stand, verliebte sich in sie und heiratete sie am 1. Juni 1695, da sie schwanger geworden war. Da diese Ehe nach den Gesetzen des Hauses Württemberg morganatisch (unebenbürtig) war, erfolgte sie heimlich, ohne dass sein Vater davon verständigt wurde, da dieser bereits eine standesgemäße Frau aus fürstlichem Hause für ihn gefunden hatte und eine derartige Eheschließung völlig abgelehnt hätte.
Leopold Eberhard blieb jedoch trotz dieser Liebesheirat seiner Frau nicht lange treu, da er sich nebenbei zu intensiv mit zwei Schwestern – Henriette Hedwige und Elisabeth Charlotte Curie – beschäftigte.

### Herzog von Württemberg-Mömpelgard

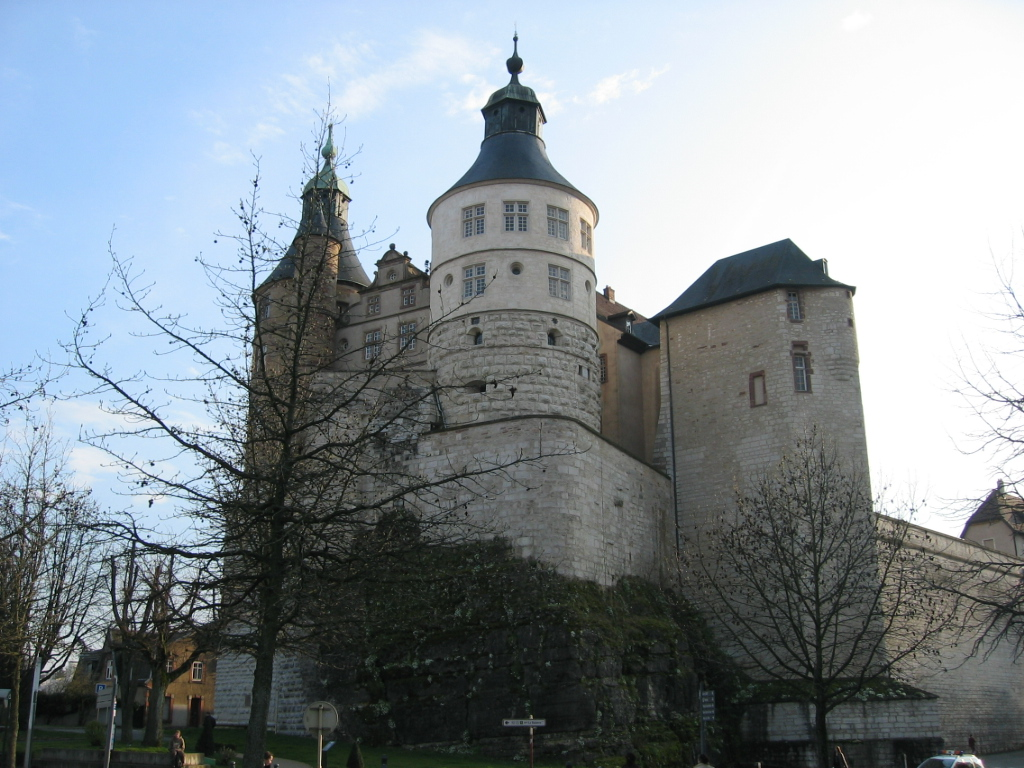
Schloss Mömpelgard, auch bekannt als das Schloss der Herzoge von Württemberg, Kern aus dem 13. Jahrhundert

Nach der Beendigung des Pfälzer Erbfolgekrieges durch den Frieden von Rijswijk (1697) konnte sein Vater in die Grafschaft Mömpelgard zurückkehren, die jedoch durch die Friedensbedingungen Gebietsverluste erlitten hatte. Als sein Vater im Jahre 1699 starb, folgte Leopold Eberhard als Herzog von Württemberg-Mömpelgard, da seine älteren Brüder vorzeitig verstorben waren.
Sein Herrschaftsbereich erstreckte sich primär auf die historische Grafschaft Mömpelgard, die zu Beginn des 15. Jahrhunderts durch die Ehe von Henriette von Mömpelgard, der letzten Gräfin von Mömpelgard aus dem Haus Montfaucon mit dem Grafen Eberhard IV. von Württemberg an das Haus Württemberg gekommen war.
Die heute Montbéliard genannte Hauptstadt der Grafschaft liegt im Département Doubs in der Franche-Comté im Osten Frankreichs.
Zum Herrschaftsbereich der gefürsteten Grafschaft Mömpelgard gehörte neben der Grafschaft selbst noch die Grafschaft Horburg (heute Horbourg-Wihr), eine elsässische Gemeinde im französischen Département Haut-Rhin. Sowie eine Reihe von Herrschaften, wie Blamont, Châtelot, Clémont, Héricourt, Franquemont und Reichenweier (heute Riquewihr), ebenfalls eine französische Gemeinde im elsässischen Département Haut-Rhin.
Als Erbe seiner Mutter war er ab 1680 auch der 8. Graf von Coligny

### Autokratische Herrschaft
Der Regierungsstil, den Herzog Leopold Eberhard nach seiner Thronfolge entwickelte, trug nicht gerade zu seiner Beliebtheit bei.
Die von den jahrzehntelangen Kriegswirren, von marodierenden Truppen und von fremder Besatzung gezeichnete Grafschaft hätte eines für die Bedürfnisse der Bevölkerung aufgeschlossenen Landesvaters bedurft, erhielt jedoch einen absolutistischen Herrscher, der – vielleicht bedingt durch die Jahrzehnte im Exil – seinen Interessen zum Nachteil der Bevölkerung den Vorzug gab. Dieser autokratische Regierungsstil führte im Jahre 1704 zu erheblichen Unruhen und Demonstrationen der Bevölkerung von Mömpelgard gegen den Landesherren. Herzog Leopold Eberhard, der sich dadurch in seinen souveränen Rechten in Frage gestellt sah, verfügte zur Strafe die Aufhebung der städtischen Privilegien und Immunitäten. Die Stadtverwaltung wollte dies jedoch nicht hinnehmen, wandte sich daher an den obersten Lehensherren, den Kaiser, um dagegen zu protestieren und um Abhilfe zu schaffen. Der Herzog sah dies als Ansatz zu einer offenen Revolution und beschloss durch militärische Gewalt die Ordnung wiederherzustellen. Da er dabei nicht auf die Unterstützung seiner deutschen Vettern und Nachbarn rechnen konnte, wandte er sich an König Ludwig XIV. und ersuchte diesen um die Entsendung französischer Truppen, um den Aufstand niederzuschlagen.
War die militärische Niederwerfung der Proteste der Bürger allein schon ein hinreichender Grund, sämtliche Sympathien seiner Untertanen zu verlieren, so trug ihm der Einsatz französischer Truppen den Hass der Bevölkerung ein, da bei dieser die schwere Zeit der französischen Besatzung noch allzu deutlich in Erinnerung war. Zugleich zog er sich dadurch den Zorn des Kaiserhofes in Wien und der Reichsstände zu, da er sich in einer geradezu hochverräterischen Weise gerade mit dem Souverän verbündet hatte, der das Heilige Römische Reich jahrelang mit Krieg überzogen hatte und dem – nicht ganz zu Unrecht – auch die Schuld an der Verwüstung seines eigenen Landes zugeschrieben wurde.
Ähnlich willkürlich war auch seine „Wirtschaftspolitik“, da er danach trachtete, seine finanzielle Lage zulasten seiner Untertanen zu verbessern. Einen geeigneten Vorwand fand er in einer während des Dreißigjährigen Krieges geübte Praxis. Wegen der umfassenden Verwüstungen und des großen Sterbens unter der Landbevölkerung wurde damals verlassenes oder erbenloses Land von den Landesherren eingezogen, um es nicht brach liegen zu lassen, sondern es an geeignete Landlose zu verteilen, um es wieder nutzbar zu machen. Herzog Leopold Eberhard beschloss, sich diese Bestimmung zunutze zu machen, und sandte im Jahre 1713 in alle Gemeinden seines Herrschaftsbereiches Beauftragte, die alle Güter und Felder konfiszieren mussten, für die die Besitzer keine Dokumente über den rechtmäßigen Erwerb vorweisen konnten. Für viele Landwirte war dies jedoch unmöglich, da durch die vergangenen Kriege nicht nur Menschen und Tiere umgekommen, sondern mit den Häusern auch alle Urkunden verbrannt waren; da viele somit ihr Eigentum nicht beweisen konnten, verloren sie ihren Besitz an den Landesherren, was im ganzen Land große Empörung hervorrief.
Als einer der wenigen positiven Aspekte seiner Regierung wäre zu erwähnen, dass Herzog Leopold Eberhard Teile der konfiszierten Ländereien dazu verwendete, um in den vom Krieg entvölkerten und ruinierten Landstrichen Bauern aus anderen Landesteilen anzusiedeln, um dadurch die Wirtschaft zu beleben. Darunter waren zahlreiche Mennoniten, die aus der Schweiz und aus dem Elsass aus religiösen Gründen vertrieben worden waren, die wesentlich zur Verbesserung der Landwirtschaft in der Grafschaft Mömpelgard beitrugen, da sie fleißig und für Neuerungen aufgeschlossen waren und unter anderem den Anbau der Kartoffel und die Zucht der ertragreichen Rinderrasse Montbéliard in der Grafschaft einführten.

### Extravagantes Familienleben
Ein besonderes Kapitel stellt das extravagante Familienleben von Herzog Leopold Eberhard dar.
Herzog Leopold Eberhard heiratete am 1. Juni 1695 heimlich in Rejowitz bei Posen in morganatischer Ehe Anna Sabine Hedwiger (* 20. April 1676, † 9. November 1735), eine Tochter des Johann Georg Hedwiger aus dessen erster Ehe mit Katharina Clos.
Bereits nach seiner Eheschließung hatte sich Herzog Leopold Eberhard um eine Standeserhöhung für seine Ehefrau bemüht, um die nicht standesgemäße Ehe nachträglich zu sanieren. Diese Bemühungen waren jedoch sechs Jahre lang vergeblich.
Die Ehe scheiterte jedoch wegen der außerehelichen Beziehungen von Herzog Leopold Eberhard zu den Schwestern Curie, wobei er aus praktischen Erwägungen seine Frau veranlasst hatte, diese als Gesellschafterinnen in ihren Haushalt aufzunehmen.
Den nach seiner Heimkehr nach Mömpelgard eingerichteten Haushalt zu viert – seine Ehefrau, die beiden Schwestern Curie und er selbst – setzte er als regierender Herzog fort, ohne sich um das Gespött seiner Untertanen zu kümmern.
Im Jahre 1700 fand seine Frau diese Situation für nicht mehr erträglich, trennte sich daher von ihrem Ehemann und zog sich – ohne sich scheiden zu lassen – in das zur Grafschaft gehörige Schloss Héricourt in der Stadt Héricourt im heutigen Département Haute-Saône in der Region Bourgogne-Franche-Comté zurück.
Da Leopold Eberhard nun Herzog und Landesherr war, erneuerte er seine Bemühungen um Standeserhebung für seine Frau und deren Familie, um seine nicht standesgemäße Ehe im Nachhinein zu sanieren. Er ließ zu diesem Zweck eine „geschönte“ Dokumentation erstellen, aus der ersichtlich sein sollte, dass die Familie Hedwiger adeliger Herkunft wäre und dem Haus Österreich in der Vergangenheit wiederholt große Dienste erwiesen hätte und ließ sie Kaiser Leopold I. (1658–1705) übermitteln. Dieser ließ sich schließlich erweichen und erhob am 2. August 1701 Anne Sabine Hedwiger gemeinsam mit ihren Brüdern – Georg Wilhelm Hedwiger und Johann Rudolf Hedwiger – unter Verleihung der Anrede „Hoch- und Wohlgeboren“ mit dem Prädikat „von Sponeck“ in den Reichsgrafenstand. Dieses Prädikat leitet sich von der Burg Sponeck (heute in der Gemeinde Sasbach am Kaiserstuhl in Baden-Württemberg) ab, die sich damals im Besitz der Herzoge von Württemberg-Mömpelgard befand.
Seine getrennte Ehe wurde schließlich 1714 mit der Begründung „incompatibilité d’humeur“ (etwa: Unvereinbarkeit der Temperamente) geschieden.
Anna Sabine Hedwiger erhielt jedoch trotz der Scheidung im Jahre 1719 von Roger de Langheac († 1746), 6. Marquis de Coligny 2. Comte de Dalet – einem Nachkommen in weiblicher Linie des oben erwähnten Charles de Coligny – das 1617 geschaffene Marquisat Coligny, führte daher auch den Titel einer Marquise de Coligny. Sie starb am 9. November 1735.
Herzog Leopold Eberhard unterhielt daneben auch eine Beziehung zu Henriette Hedwige Curie (* 26. November 1675, † 9. November 1707). Sie war eine Tochter eines Kriegskameraden des Herzogs aus der Zeit der Türkenkriege, Richard Curie, genannt l’Esperance, eines Schneiders zu Mümpelgard, der später zum kaiserlichen Hauptmann avancierte und dessen Ehefrau Anne Gervaisot. Henriette Hedwige wurde der Form halber mit Johann Ludwig von Sandersleben verheiratet, war jedoch ausschließlich mit Herzog Leopold Eberhard liiert, dem sie noch während ihrer aufrechten Ehe drei Kinder gebar, die zunächst den Namen ihres Ehemannes trugen, von dem sie jedoch um 1700 geschieden wurde.
Herzog Leopold Eberhard wollte, dass seine Geliebte und die gemeinsamen Kinder eine Standeserhöhung erhielten und erreichte schließlich, dass die beiden Schwestern Curie und deren Nachkommenschaft von Kaiser Leopold I. am 11. September 1700 in den Reichsfreiherrenstand erhoben wurden und seitdem den Namen Reichsfreiin bzw. Reichsfreiherr von l’Esperance trugen.
Da die ersten drei Kinder in doppeltem Ehebruch geboren waren – denn beide Partner waren formell verheiratet – und eine Legitimation durch nachfolgende Eheschließung wegen des Fortbestandes seiner eigenen Ehe und wegen des bereits 1707 erfolgten Ablebens seine Geliebten nicht in Frage kam, adoptierte er im Jahre 1714 die aus dieser Beziehung entstandenen Kinder und erhob sie 1716 aus eigener Machtvollkommenheit in den landesfürstlichen Grafenstand mit dem Prädikat de Coligny unter gleichzeitiger Verleihung der von seiner Mutter ererbten Grafschaft Coligny.
Herzog Leopold Eberhard verstarb am 25. März 1723 im Alter von 53 Jahren und wurde am 27. März 1723 bei Nacht ohne großes Zeremoniell in der Krypta der Kirche Saint-Maimbœuf de Montbéliard begraben.

## Ehen und Nachkommen
Herzog Leopold Eberhard heiratete am 1. Juni 1695 heimlich in Rejowitz bei Posen in morganatischer Ehe Anna Sabine Hedwiger (* 20. April 1676, † 9. November 1735), seit 1701 Reichsgräfin von Sponeck und seit 1719 Marquise de Coligny, eine Tochter des Johann Georg Hedwiger aus dessen erster Ehe mit Katharina Clos.
Herzog Leopold Eberhard unterhielt daneben auch eine Beziehung zu Henriette Hedwige Curie, seit 11. September 1700 Reichsfreiin von l’Espérance (* 26. November 1675, † 9. November 1707), mit der er mehrere Kinder hatte.
Herzog Leopold Eberhard unterhielt auch in eine dauerhafte Beziehung zu deren Schwester Elisabeth Charlotte Curie (* 28. Juni 1684, † 19. Juli 1733 in Ostheim) seit 11. September 1700 Reichsfreiin von l’Espérance, die 1707 – nach dem Tod ihrer Schwester – die Rolle der ersten Dame am Hof zu Mömpelgard übernahm. Nach der Aufhebung seiner ersten Ehe am 6. Oktober 1714 heiratete sie Herzog Leopold Eberhard am 15. August 1718.
Nachkommen:
Aus den Ehen bzw. Beziehungen zu diesen drei Frauen hatte Herzog Leopold Eberhard insgesamt 18 Kinder.
Nicht genug damit, verheiratete er später einige seiner Kinder – die Halbgeschwister waren – miteinander, was von seinen Zeitgenossen naturgemäß als höchst skandalös empfunden wurde.
A. Nachkommen aus der Beziehung/Ehe mit Anna Sabine Hedwiger seit 1701 Reichsgräfin von Sponeck und seit 1719 Marquise de Coligny:
- Leopold Eberhard, Graf von Sponeck, (* 30. März 1695, † 7. März 1709)
- Leopoldine Eberhardine, Gräfin von Sponeck, seit 1735 als Erbin ihrer Mutter, Marquise de Coligny (getauft 15. Februar 1697, † 1786) ⚭ 31. August 1719 ihren Halbbruder, Karl Leopold von Sandersleben Freiherr von l’Esperance, comte de Coligny (siehe unten)
- Charlotte Leopoldine, Gräfin von Sponeck, (* 1700, † 3. Februar 1703)
- Georg Leopold, Graf von Sponeck, französischer Prince de Montbéliard (Mümpelgard), (getauft 12. Dezember 1697, † 26. April 1750); versuchte mit Unterstützung der Bevölkerung und des Königs von Frankreich seinen Anspruch auf die Nachfolge seines Vaters in der Grafschaft Mömpelgard geltend zu machen. Diese Ansprüche wurden jedoch vom Reichsgericht 1723 und 1739 abgewiesen. ⚭ 22. Februar 1719 seine Halbschwester Eleonore Charlotte Freiin von l’Espérance, dann von Sandersleben, ab 1716 Comtesse de Coligny. Dessen Kinder waren:
  - Leopold Christian, Graf von Sponeck (* 4. Februar 1721, † 1723)
  - Georg Leopold Prinz von Mömpelgard, Reichsgraf von Horneburg und Champvallon, (* 15. Jänner 1722, † 4. Juli 1790, Paris)
  - Ludwig Graf von Sponeck (* Dezember 1725, † Paris 24. August 1734)
  - Eleonore Charlotte, Gräfin von Sponeck (* 25. Dezember 1719, † ?)
  - Franziska Salome, Gräfin von Sponeck (* 30. Juni 1724, † 1770/73)

B. Nachkommen aus der Beziehung mit Henriette Hedwige Curie, seit 1700 Reichsfreiin von l’Espérance:
Während seine außerehelichen Kinder mit Anna Sabine Hedwiger und mit Elizabeth Charlotte Curie durch die nachfolgende Ehe legitimiert wurden, war dies bei seinen Kindern mit Henriette Hedwige Curie nicht möglich. Um auch diese Kinder zu legitimieren, adoptierte sie Herzog Leopold Eberhard im Jahre 1714, erhob sie 1716 in den württembergisch-Mömpelgardischen Grafenstand und übertrug ihnen die von seiner Mutter ererbte Grafschaft Coligny.
- Karl Leopold von Sandersleben, 1700 Freiherr von l’Esperance, seit 1716 württemberg-mömpelgardischer Comte de Coligny, eine Belehnung, die im Februar 1718 von Ludwig XV König von Frankreich für ihn und seine Geschwister bestätigt wurde († nach 19. Oktober 1759), ⚭ 31. August 1719 seine Halbschwester Leopoldine Eberhardine Reichsgräfin von Sponeck und französische Marquise de Coligny (getauft 15. Februar 1697, † 1786) (siehe oben) Dessen Kinder waren:
  - Leopold Ulrich Freiherr von l’ Esperance, Comte de Coligny, (* 18. Mai 1721, † Mantes-sur-Seine 2. Juni 1751)
  - Karl Ferdinand (* 1. November 1723)
  - Friedrich Eugen (* 1724)
  - Eleonore Charlotte Freiin von l’Esperance, Comtesse de Coligny, (* 5. Juni 1720, † 1781), ⚭ um 1752 Louis Christophe de Faucigny-Lucinge, Marquis de Lucinge († 1781)
    - Amédée de Faucigny Lucinge (1755–1801) comte de Coligny prince de Lucinge. Der Titel Comte de Coligny vererbte sich in seiner in den Fürstenstand erhobenen Nachkommenschaft in männlicher Linie bis zum Jahr 2000.

  - Anna Elisabeth Freiin von l’Esperance, Comtesse de Coligny, seit 1786 als Erbin ihrer Mutter Marquise de Coligny (* 3. September 1722, † 1793); ⚭ 11. November 1747 Thomas de Pillot seigneur de Chénecey, Comte de Coligny, seit 1747 Marquis de Coligny-le-Vieux († 25. Januar 1777) Die Titel Comte de Coligny und Marquis de Coligny vererbten sich in dessen männlicher Nachkommenschaft bis 1926
- Ferdinand Eberhard von Sandersleben, ab 1700 Freiherr von l’Esperance, ab 1716 Comte de Coligny, (* 31. August 1699, † nach 19. Oktober 1759); ⚭ 16. Juli 1737 Franziska Benigna Freiin Waldner von Freundstein (* 8. Februar 1716, † 21. Februar 1750) Dessen Kinder:
  - Moritz Theodor, (* 28. Februar 1748, † jung)
  - Franziska Maria Benigna, Freiin von l’Espérance, Comtesse de Coligny (* 24. Juni 1738, † 1. Juli 1787); ⚭ 27. Juni 1758 Christian Freiherr Waldner von Freundstein
- Leopold Eberhard, (* 13. August 1704, † 15. Mai 1705)
- Eleonore Charlotte von Sandersleben, 1700 Freiin von l’Espérance, 1716 Comtesse de Coligny, (* 14. Oktober 1700, † 11. November 1773 in Paris); ⚭ 22. Februar 1719 ihren Halbbruder Georg Leopold Graf von Sponeck „Prince de Montbéliard“ (siehe oben)
- Elisabeth, (* 1. Mai 1702, † 12. März 1703)
- Eberhardine Freiin von l’Esperance, (* 18. Mai 1703, † nach 1756)
- Leopoldine Eberhardine Freiin von l’Esperance, (* 15. September 1705, † nach 1756)
- Henriette Hedwige (* 27. Mai 1707, † Mai 1709)

C. Nachkommen aus der Beziehung bzw. seit 1718 Ehe mit Elizabeth Charlotte Curie, seit 1700 Freiin von l’Esperance (* 28. Juni 1684, † 19. Juli 1733 in Ostheim)
- Leopold Eberhard Freiherr von l’Esperance, (* 28. Juli 1712, † 13. September 1730 in Ostheim)
- Georg, (* 8. November 1714, † 12. Januar 1715)
- Karl Leopold Freiherr von l’Esperance seit 1761 Reichsgraf von Horneburg, (* 1716, † 25. Juli 1793); ⚭ 1.) 16. Mai 1741 Maria Jose de Fuentes de Toledo de Castilla (* 1718/19, † 30. Juni 1752); ⚭ 2.) Elisabeth Charlotte Freiin von Malsen-Tilborch; ⚭ 3.) 15. Juli 1783 Marie Judith de la Riviere (* 4. Jänner 1748, † Orléans 28. Mai 1834)
  - Antoine François Leopold, (* 29. Juli 1743)
  - N (Sohn) (* 16. Juni 1748, † 16. Jänner 1756)
  - Frédérique Adelaide Freiin von l’Esperance, (* 13. Juni 1746, † ?); ⚭ c. 27. November 1763 Gilles Gervais de Pechpeyrou, Marquis de Beaucaire († 1. Januar 1776)
- Georg Friedrich Freiherr von l’Esperance, (* 16. August 1722 in Mömpelgard, † Graz 20. Januar 1760); ⚭ Therese Gräfin von Hartig (* 1. September 1728 in Graz, † 23. März 1797 in Brünn (Brno))
- Henriette Hedwige, (* 22. April 1711, † 1728)
- Elisabeth Charlotte, (* 31. Dezember 1717, † 1729)

## Nachfolge

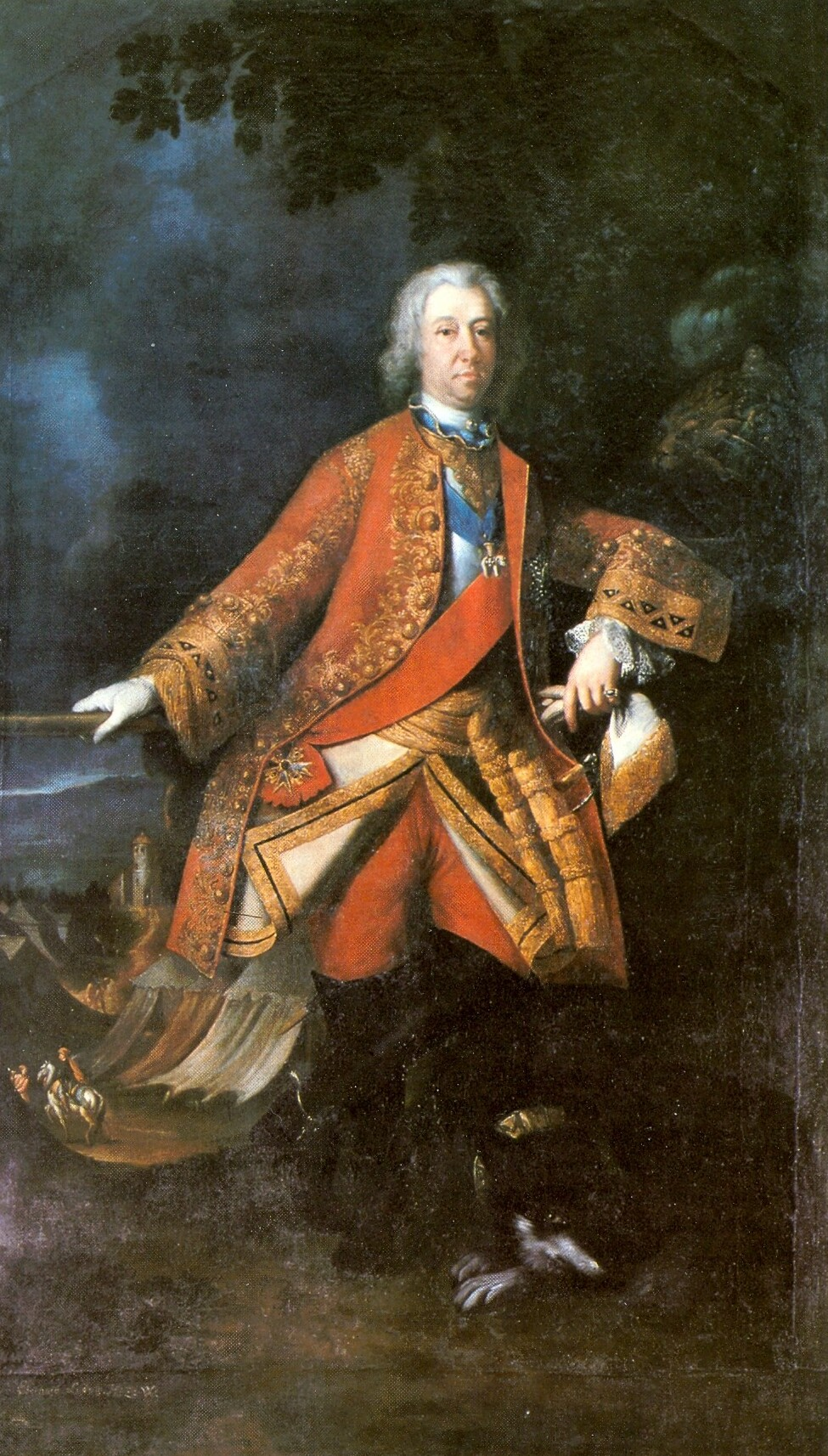
Eberhard Ludwig, um 1720

Herzog Leopold Eberhard hinterließ aus seinen drei Beziehungen zahlreiche Kinder, aber trotz seiner Bemühungen um deren Legitimierung keine nachfolgeberechtigten Erben. Die Frage der Erbfolge war daher offen. Sie wurde im Wildbader Vertrag geregelt, den er – wohl nicht ganz freiwillig – am 18. Mai 1715 mit dem Chef des Hauses Württemberg, Herzog Eberhard Ludwig von Württemberg-Stuttgart (* 1676 † 1733) abschloss.
Darin erklärte Leopold Eberhard, dass er keine standesgemäße Ehe eingegangen sei und dass seine Nachkommen daher nicht erbberechtigt seien, und erkannte den Herzog Eberhard Ludwig, den 10. Herzog von Württemberg, als seinen rechtmäßigen Nachfolger an. Dieser sicherte ihm dafür die Versorgung der illegitimen Nachkommenschaft durch eine jährliche Rente zu.
Obwohl dieser Vertrag auch von den Angehörigen der betroffenen Frauen mit unterzeichnet wurde, unternahm Leopold Eberhard in der Folgezeit weitere – letztlich aber vergebliche – Versuche, mit Hilfe des Kaisers bzw. des französischen Königs die Anerkennung seiner Söhne als rechtmäßige Erben zu erreichen. Frankreich, das seit Längerem die Oberhoheit über die linksrheinischen Besitzungen gefordert hatte, unterstützte diese Bemühungen und nahm 1723 diese Territorien für die Söhne Leopolds in Besitz. Im Jahre 1748 wurde diese Oberhoheit vom Herzog von Württemberg anerkannt, während der komplizierte Rechtsstreit mit den Nachkommen erst 1758 durch deren Verzicht gegen Rentenzahlungen beigelegt werden konnte.

## Ahnentafel
|  | |  |  |  |  |  |  |  |  |  |  |  |  |
|  | Friedrich I. Herzog von Württemberg (1593–1608) Graf von Mömpelgard (1558–1608), (* 1557, † 1608)                  |  |  |  |  |  |  |  |  |  |  |  |  |
|  | |  |  |  |  |  |  |  |  |  |  |  |  |
|  | |  |  |  |  |  |  |  |  |  |  |  |  |
|  | Ludwig Friedrich Herzog von Württemberg-Mömpelgard (1586–1631)                                                     |  |  |  |  |  |  |  |  |  |  |  |  |
|  | |  |  |  |  |  |  |  |  |  |  |  |  |
|  | |  |  |  |  |  |  |  |  |  |  |  |  |
|  | Sibylla Prinzessin von Anhalt-Zerbst, Herzogin von Württemberg (* 1564, ⚭ 1581, † 1614)                            |  |  |  |  |  |  |  |  |  |  |  |  |
|  | |  |  |  |  |  |  |  |  |  |  |  |  |
|  | |  |  |  |  |  |  |  |  |  |  |  |  |
|  | Georg II. Herzog von Württemberg-Mömpelgard (1662–1699)                                                            |  |  |  |  |  |  |  |  |  |  |  |  |
|  | |  |  |  |  |  |  |  |  |  |  |  |  |
|  | |  |  |  |  |  |  |  |  |  |  |  |  |
|  | Johann Kasimir Graf von Nassau-Saarbrücken in Gleiberg (* 1577, † 1602)                                            |  |  |  |  |  |  |  |  |  |  |  |  |
|  | |  |  |  |  |  |  |  |  |  |  |  |  |
|  | |  |  |  |  |  |  |  |  |  |  |  |  |
|  | Anna Eleonora Gräfin von Nassau-Saarbrücken-Weilburg, Herzogin von Württemberg-Mömpelgard (* 1602, ⚭ 1625, † 1685) |  |  |  |  |  |  |  |  |  |  |  |  |
|  | |  |  |  |  |  |  |  |  |  |  |  |  |
|  | |  |  |  |  |  |  |  |  |  |  |  |  |
|  | Elisabeth Landgräfin von Hessen-Darmstadt, Gräfin von Nassau-Saarbrücken (* 1579, † 1655)                          |  |  |  |  |  |  |  |  |  |  |  |  |
|  | |  |  |  |  |  |  |  |  |  |  |  |  |
|  | |  |  |  |  |  |  |  |  |  |  |  |  |
|  | Leopold Eberhard Herzog von Württemberg-Mömpelgard (1699–1723)                                                     |  |  |  |  |  |  |  |  |  |  |  |  |
|  | |  |  |  |  |  |  |  |  |  |  |  |  |
|  | |  |  |  |  |  |  |  |  |  |  |  |  |
|  | François de Coligny, comte de Coligny, seigneur de Châtillon-sur-Loing (* 1557, † 1591)                            |  |  |  |  |  |  |  |  |  |  |  |  |
|  | |  |  |  |  |  |  |  |  |  |  |  |  |
|  | |  |  |  |  |  |  |  |  |  |  |  |  |
|  | Gaspard III. de Coligny Duc (Herzog) de Coligny, Pair von Frankreich (* 1584, † 1645)                              |  |  |  |  |  |  |  |  |  |  |  |  |
|  | |  |  |  |  |  |  |  |  |  |  |  |  |
|  | |  |  |  |  |  |  |  |  |  |  |  |  |
|  | Marguerite d’Ailly, comtesse de Coligny (* c. 1553, † n. 1604)                                                     |  |  |  |  |  |  |  |  |  |  |  |  |
|  | |  |  |  |  |  |  |  |  |  |  |  |  |
|  | |  |  |  |  |  |  |  |  |  |  |  |  |
|  | Anne comtesse de Coligny, Herzogin von Württemberg-Mömpelgard (* 1624, ⚭ 1648, † 1680)                             |  |  |  |  |  |  |  |  |  |  |  |  |
|  | |  |  |  |  |  |  |  |  |  |  |  |  |
|  | |  |  |  |  |  |  |  |  |  |  |  |  |
|  | Gabriel de Polignac, seigneur de Saint-Germain                                                                     |  |  |  |  |  |  |  |  |  |  |  |  |
|  | |  |  |  |  |  |  |  |  |  |  |  |  |
|  | |  |  |  |  |  |  |  |  |  |  |  |  |
|  | Anne de Polignac, Duchesse (Herzogin) de Coligny (* 1598, ⚭ 1615, † 1651)                                          |  |  |  |  |  |  |  |  |  |  |  |  |
|  | |  |  |  |  |  |  |  |  |  |  |  |  |
|  | |  |  |  |  |  |  |  |  |  |  |  |  |
|  | Anne d’Albin de Valzergues                                                                                         |  |  |  |  |  |  |  |  |  |  |  |  |
|  | |  |  |  |  |  |  |  |  |  |  |  |  |
|  | |  |  |  |  |  |  |  |  |  |  |  |  |